# Werner von Siemens

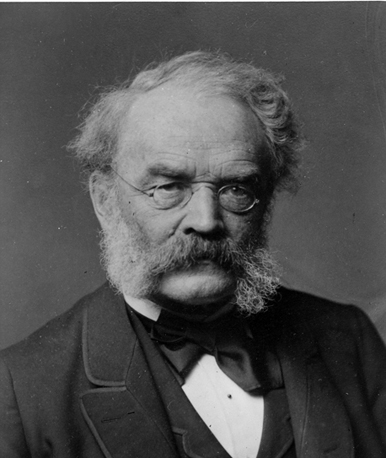
Werner von Siemens, um 1885

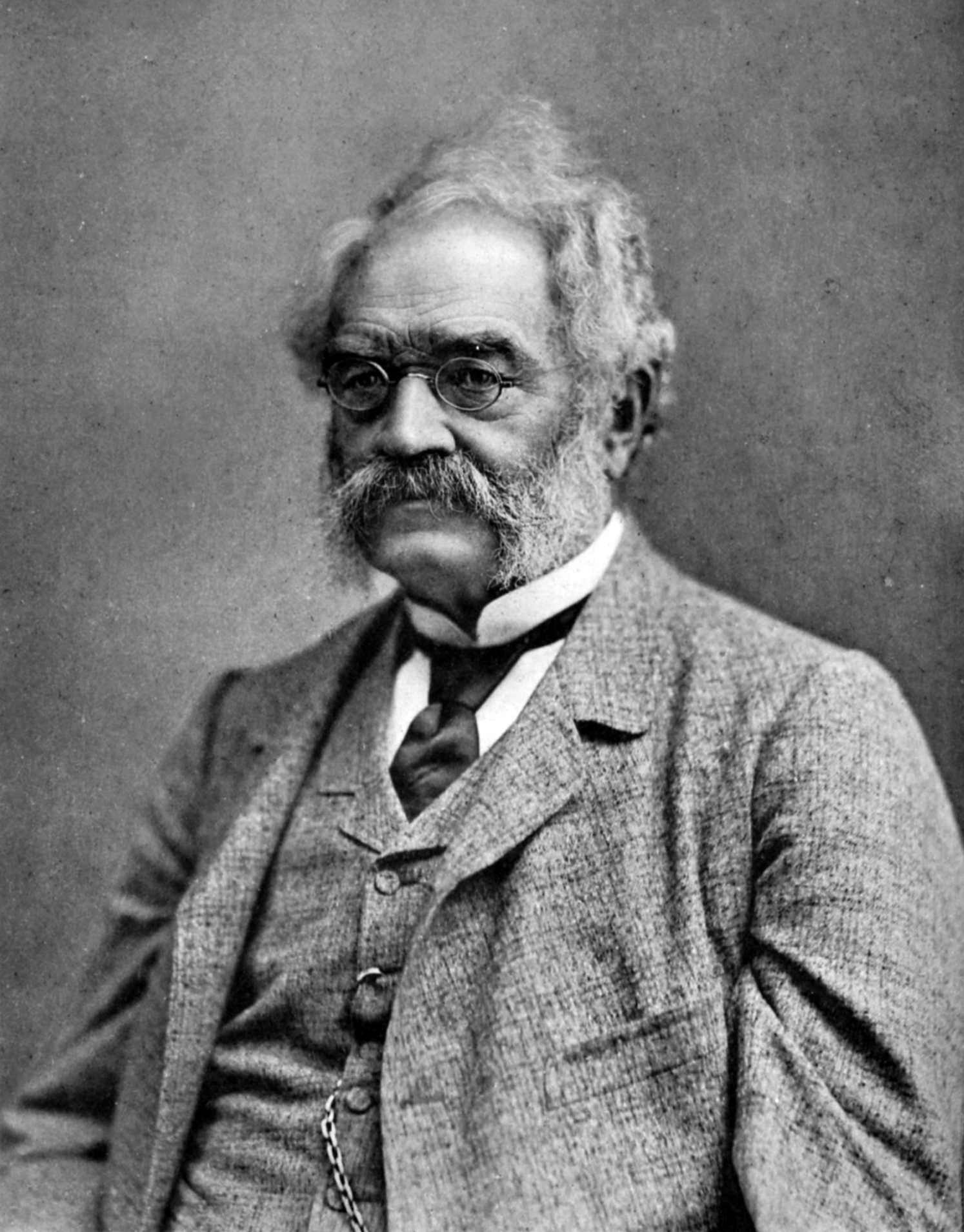
Werner von Siemens (Porträt von Giacomo Brogi)

Ernst Werner Siemens, ab 1888 von Siemens (* 13. Dezember 1816 in Lenthe, Königreich Hannover, heute Gehrden, Niedersachsen; † 6. Dezember 1892 in Charlottenburg, Königreich Preußen, heute Berlin) war ein deutscher Erfinder, Elektroingenieur und Industrieller. Er entdeckte das dynamoelektrische Prinzip, auch elektrodynamisches Prinzip genannt, und gilt als Begründer der modernen Elektrotechnik, speziell der elektrischen Energietechnik.
Zusammen mit Johann Georg Halske gründete Werner Siemens am 1. Oktober 1847 die Telegraphen Bau-Anstalt von Siemens & Halske in Berlin, aus der die heutige Siemens AG hervorging. Das Unternehmen entwickelte sich innerhalb weniger Jahrzehnte von einer kleinen Werkstatt, die neben Telegraphen vor allem Eisenbahnläutwerke, Drahtisolierungen und Wassermesser herstellte, zu einem der weltweit größten Elektro- und Technologiekonzerne.
Vier seiner Brüder wirkten ebenfalls als Unternehmer und Erfinder, überwiegend im Bereich Elektrizität; siehe Navigationsleiste.

## Leben

### Kindheit und Schulzeit
Siemens entstammte dem alten Goslarer Stadtgeschlecht Siemens (1384 urkundlich erwähnt, mit dem Siemenshaus in Goslar als Stammsitz) und wurde 1816 als viertes von vierzehn Kindern des Gutspächters Christian Ferdinand Siemens (1787–1840) und dessen Ehefrau Eleonore Henriette Deichmann (1792–1839) geboren. Das Geburtshaus, das Pächterhaus auf dem Obergut in Lenthe, enthält heute eine Dauerausstellung, die anhand zentraler Dokumente und Exponate die wichtigsten Stationen im Leben des Erfinders und Unternehmers nachzeichnet. Nach dem Umzug im Jahre 1823 von Lenthe nach Mecklenburg, wo sein Vater die Domäne Menzendorf übernahm, blieb seinen Eltern der wirtschaftliche Erfolg versagt.
Siemens wurde anfangs von der Großmutter und dem Vater unterrichtet, besuchte ein Jahr lang von 1828 bis 1829 die Bürgerschule in Schönberg und bekam drei Jahre Unterricht von einem Hauslehrer. Schließlich besuchte er für drei Jahre von 1832 bis 1834 das Katharineum zu Lübeck. Dort war er besonders in Mathematik herausragend, weshalb er in diesem Fach in einer höheren Klasse unterrichtet wurde. Er verließ das Gymnasium 1834 aber vorzeitig ohne formalen Abschluss.

### Früher Werdegang
Siemens wollte gerne einen praktisch-wissenschaftlichen Beruf ergreifen, doch erlaubte die wirtschaftliche Situation der Eltern kein Studium. Auf den Rat seines Geodäsie-Lehrers Ferdinand von Bültzingslöwen bewarb er sich beim Ingenieurkorps der preußischen Armee in Berlin. Der Chef des Ingenieurkorps, der General der Infanterie und spätere Kriegsminister Gustav von Rauch, riet ihm jedoch wegen der mehrjährigen Wartezeiten aufgrund großen Andrangs von Bewerbern, sich stattdessen bei der Artillerie zu bewerben, deren Avantageure dieselbe Schule wie die Ingenieure besuchten. Von vierzehn Kandidaten des Eintrittsexamens in Magdeburg wurde er als einer von vier aufgenommen.

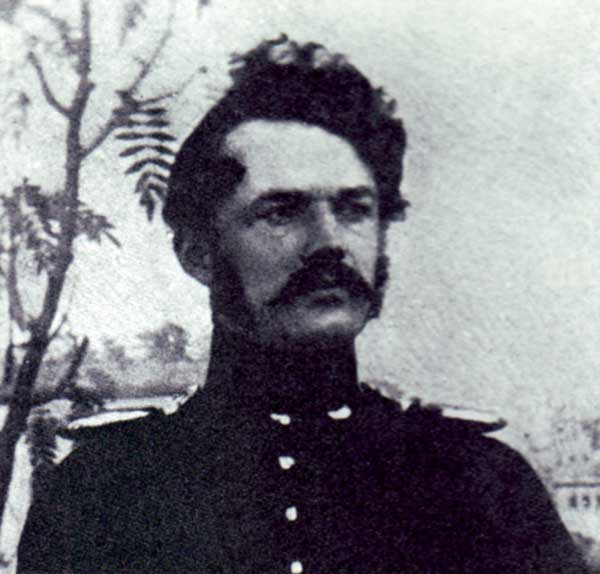
Werner Siemens als Seconde-Lieutenant der preußischen Artillerie, 1842

Im Herbst 1835 wurde er als Offizieranwärter für drei Jahre an die Berliner Artillerie- und Ingenieurschule kommandiert. Hier bekam er eine umfassende Ausbildung auf naturwissenschaftlichen Gebieten – wie Mathematik, Physik, Chemie, Geometrie und Ballistik und hörte nebenher Vorlesungen an der Berliner Universität. Diese Ausbildung beendete er 1838 als Artillerie-Leutnant. Einer seiner Lehrer an der Artillerieschule war der Physiker Gustav Magnus, dem er später seine Dynamomaschine vorführte. Magnus erkannte die Bedeutung und sorgte dafür, dass die Arbeit veröffentlicht wurde, zuerst in Berlin und danach in London.
Nach dem Tod der Mutter im Juli 1839 und des Vaters im Januar 1840 musste Werner als ältester Sohn die Vaterstelle für seine jüngeren Geschwister übernehmen.
Leutnant Werner Siemens tat Dienst in Magdeburg in der 3. Artillerie-Brigade und anschließend in der Garnison Wittenberg, wo er wegen der Teilnahme als Sekundant bei einem Duell zu fünf Jahren Festungshaft verurteilt wurde. Seine Zelle in der Zitadelle Magdeburg konnte er als Versuchslabor einrichten und entwickelte dort ein Verfahren zur elektrischen Galvanisierung (insbesondere Versilberung und Vergoldung) in Weiterentwicklung der kurz zuvor durch Moritz Hermann von Jacobi entwickelten Kupfergalvanisierung.

### Berliner Zeit
Nach seiner Begnadigung wurde Siemens 1842 zur Artilleriewerkstatt in Berlin versetzt. Im Schleswig-Holsteinischen Krieg unterstützte er 1848 die Kieler Bürgerwehr bei der Verteidigung des Kieler Hafens gegen dänische Seestreitkräfte mittels Besetzung der Festung Friedrichsort. Außerdem entwickelte er funktionsfähige ferngezündete Seeminen, die vor dem Kieler Hafen ausgelegt wurden und die dänische Marine darin hinderten, die Stadt aus der Nähe zu beschießen.
Er blieb beim Militär bis Juni 1849 und versuchte nebenher mit Erfindungen zusätzlich Geld zu verdienen, wobei seine Arbeit zunächst auf praktische und schnell verwertbare Dinge gerichtet war. So entwickelte er einen neuen Regler für Dampfmaschinen, eine Presse zur Herstellung von Kunststein und ein Druckverfahren. Die Idee einer Lauf-Flieg-Maschine, über die er mit seinem Bruder Wilhelm korrespondierte, wurde aber nicht in Angriff genommen.

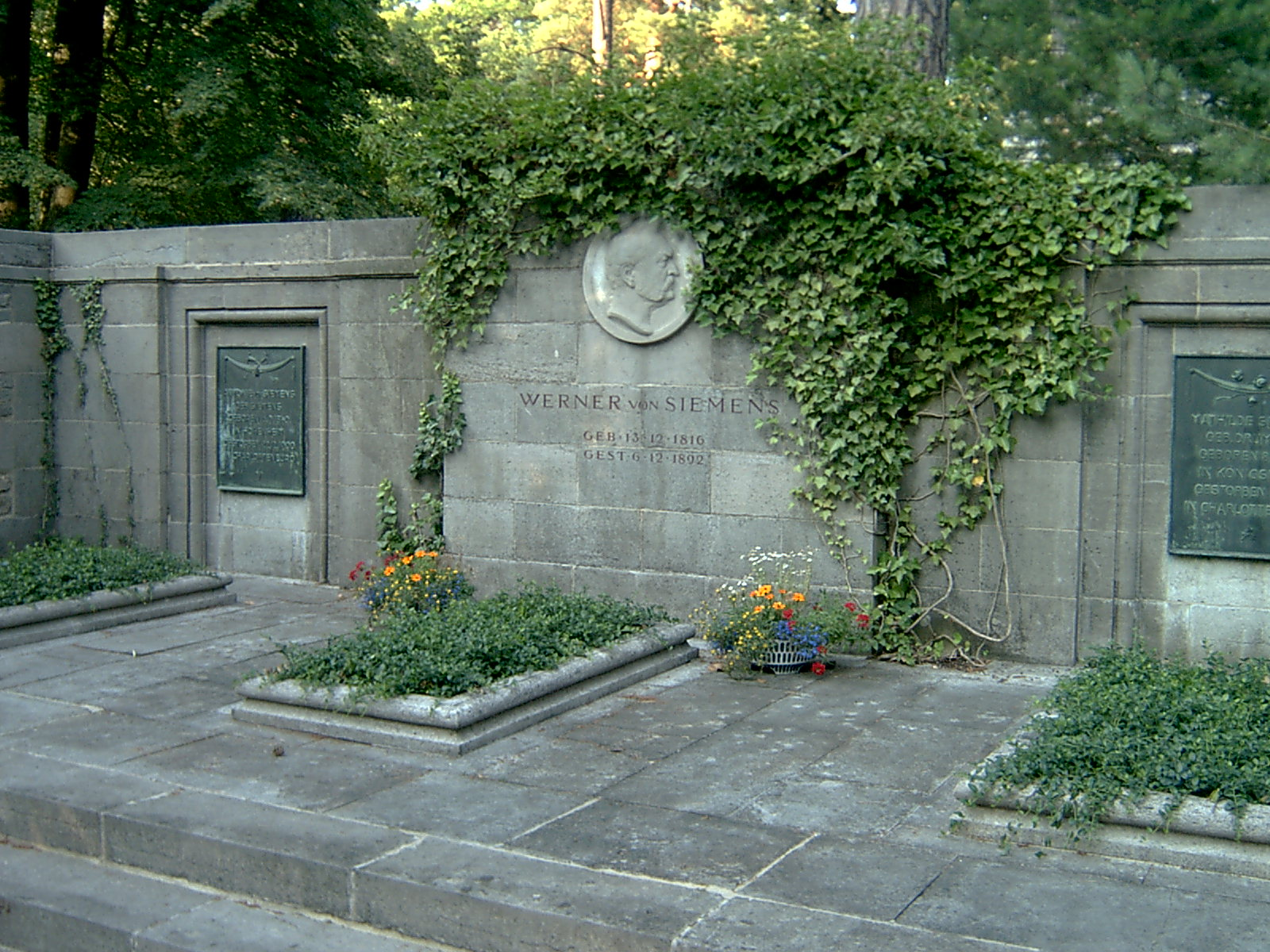
Grabmal Werner von Siemens’ auf dem Berliner Südwestkirchhof Stahnsdorf

Als aufstrebender Unternehmer heiratete er am 1. Oktober 1852 in Königsberg seine entfernte Nichte Mathilde Drumann (1824–1865), Tochter des Universitätsprofessors Wilhelm Drumann und seiner Cousine Sophie Mehliß. Aus dieser Ehe stammen die Söhne Arnold und Wilhelm sowie die Töchter Anna Zanders und Käthe Pietschker (1861–1949). Mathilde verstarb am 1. Juli 1865 an einer langjährigen Lungenerkrankung.
Am 13. Juli 1869 heiratete Werner Siemens in zweiter Ehe seine entfernte Nichte Antonie Siemens (1840–1900) aus Hohenheim bei Stuttgart, die Tochter von Carl Georg Siemens, der später in den württembergischen persönlichen Adelsstand erhoben wurde, und der Ottilie Denzel (1812–1882). Aus dieser Ehe gingen der Sohn Carl Friedrich und die Tochter Hertha (1870–1939; verheiratet mit Carl Dietrich Harries) hervor.
Am 17. Februar 1887 erwarb Siemens das etwa 600 Hektar große Gut Biesdorf mit einem großen Herrenhaus; 1889 übertrug er es seinem Sohn Wilhelm. In seinem Ferienhaus in Harzburg schrieb Siemens von 1889 bis 1892 in den Sommerferien seine Lebenserinnerungen nieder, die kurz vor seinem Tod publiziert wurden.
Am 6. Dezember 1892 erlag Werner von Siemens in Berlin einer Lungenentzündung. Er wurde auf dem Alten Luisenfriedhof in Charlottenburg beigesetzt und später in die Familiengrabanlage der Familie Siemens auf dem südwestlich von Berlin gelegenen Südwestkirchhof Stahnsdorf umgebettet.

## Leistungen

### Elektrotechnik

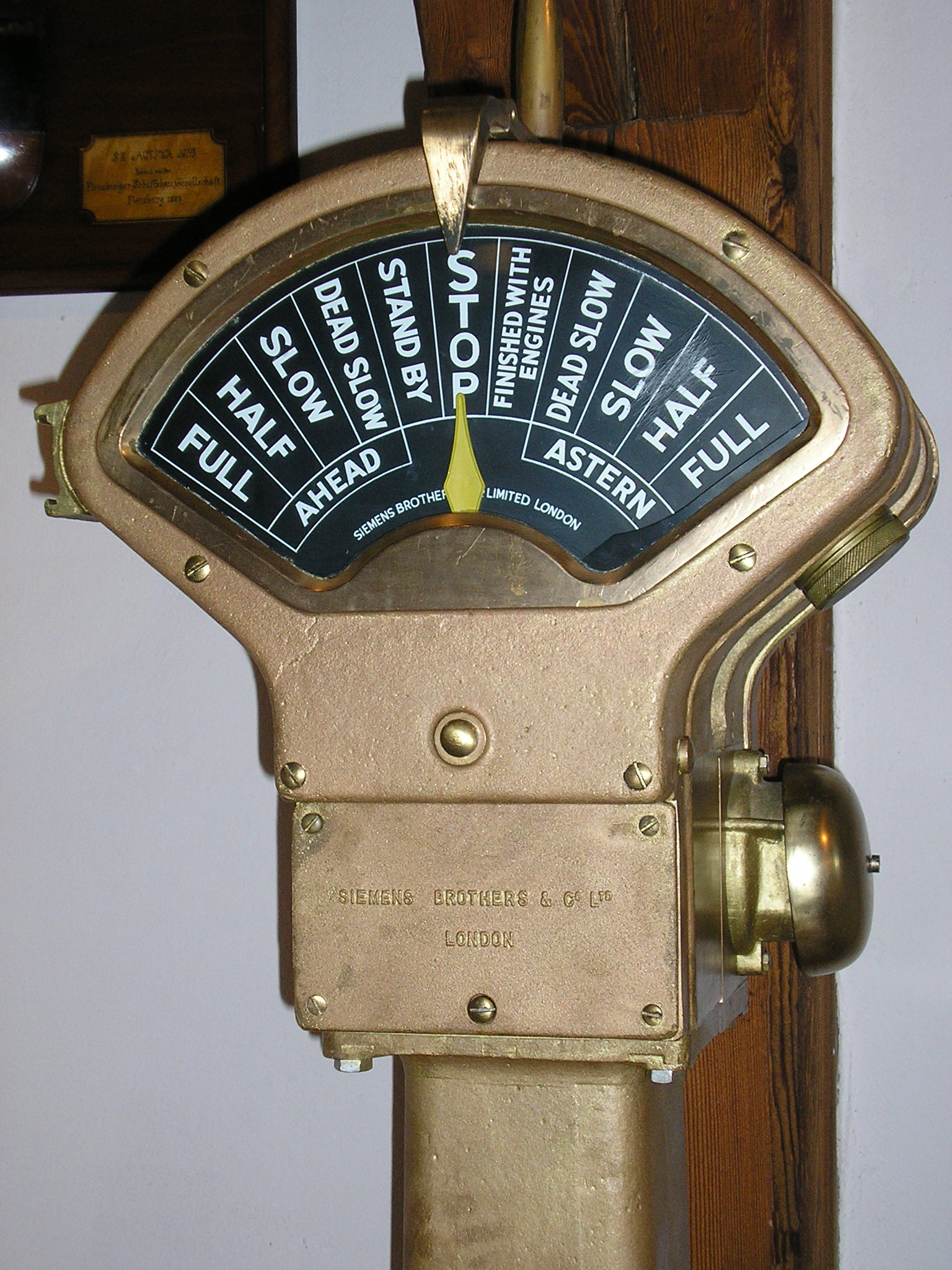
Maschinentelegraf von Siemens Brothers & Co. Ltd, London

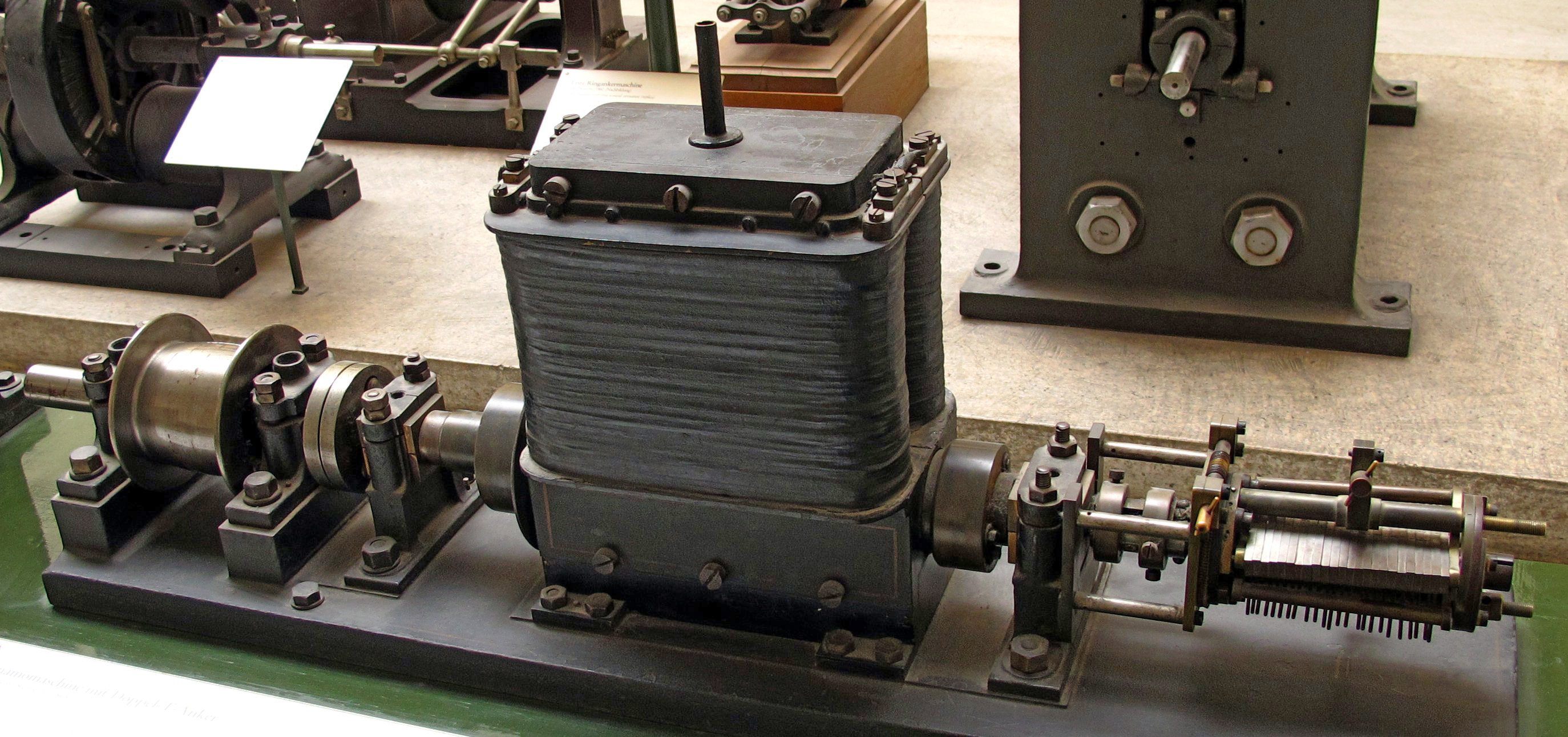
Dynamomaschine 1868

Im Jahr 1842 gelang es Werner Siemens, einen Teelöffel aus Neusilber mit Hilfe von Gleichstrom aus Batterien mit einem Überzug wahlweise aus Silber oder Gold zu versehen. Für dieses Verfahren bekam er ein Patent, das er an einen Juwelier verkaufte. Den Erlös aus diesem Geschäft schickte er seinem damals 18-jährigen Bruder Wilhelm nach England, das zu dieser Zeit in der Technik und Industrialisierung viel weiter fortgeschritten war als der in viele Teilstaaten zersplitterte Deutsche Bund.
Ende 1846 entwickelte er den elektrischen Zeigertelegrafen mit Selbstunterbrechung. Im Jahr darauf erfand er ein Verfahren, um Drähte mit einer nahtlosen Umhüllung aus Guttapercha zu versehen. Dieses Verfahren bildet bis heute die Grundlage zur Herstellung isolierter Leitungen und elektrischer Kabel.
1857 entwickelte Siemens die Ozonröhre, die elektrisch erzeugtes Ozon zur Reinigung von Trinkwasser verwendet.
Ebenfalls 1857 formulierte er das Gegenstromprinzip.
Mit der Entwicklung des ersten elektrischen Generators (1866) auf der Grundlage des von ihm wissenschaftlich begründeten dynamoelektrischen Prinzips gehört Werner Siemens zu den Wegbereitern der Starkstromtechnik. Elektrische Energie, die jetzt in großem Umfang produziert werden konnte, ermöglichte die Verwendung des flexibel einzusetzenden Elektromotors, der gemeinsam mit den Verbrennungsmotoren die Dampfmaschine ablöste und die zweite industrielle Revolution einleitete.
Das dynamoelektrische Prinzip war bereits vom Dänen Søren Hjorth und ebenfalls vom Ungarn Ányos Jedlik entdeckt worden. Siemens war allerdings der erste, der die Tragweite der Entdeckung erkannte und den Siegeszug der elektrischen Energie voraussagte.

### Der Unternehmer

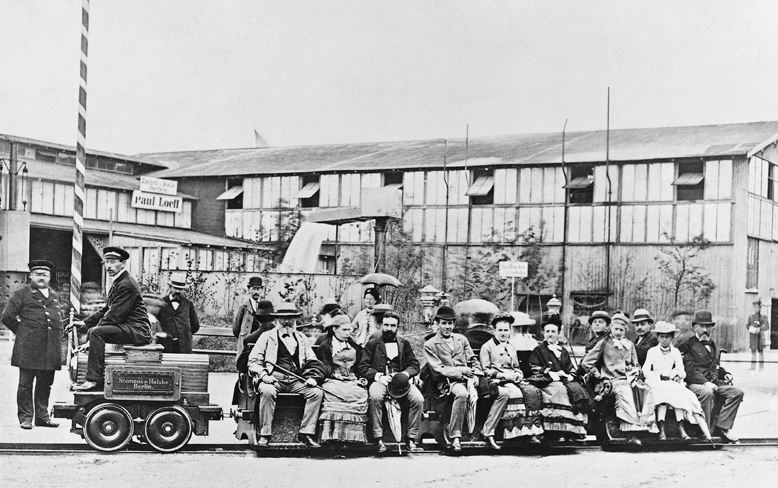
Elektrolokomotive auf der Berliner Gewerbeausstellung 1879

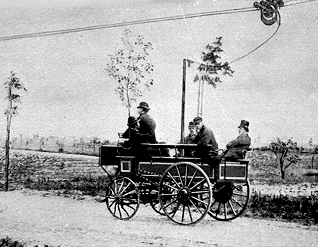
Elektromote von Werner Siemens, Berlin 1882, der erste Oberleitungsbus der Welt

Am 12. Oktober 1847 gründete er – noch immer im Hauptberuf Offizier – mit dem Mechaniker Johann Georg Halske die Telegraphen Bau-Anstalt von Siemens & Halske in Berlin. Das notwendige Kapital zur Firmengründung kam von Siemens’ Vetter Johann Georg Siemens, einem wohlhabenden Justizrat und Vater des späteren Mitbegründers der Deutschen Bank, Georg Siemens. Er investierte mehr als 6000 Taler als Startkapital gegen eine 20-prozentige Gewinnbeteiligung über sechs Jahre.
Die Verbindung von Siemens und Halske war wohl ein seltener Glücksfall in der Technikgeschichte, denn sie ergänzten sich auf nahezu ideale Weise. Siemens hatte das Wissen, die Ideen und experimentierte gerne, Halske konstruierte die vielen Kleinigkeiten, die notwendig waren, um aus Ideen praktisch nutzbare Geräte zu machen.
1848 erhielt das junge Unternehmen einen politisch wichtigen Auftrag: die Telegraphenleitung von Berlin nach Frankfurt am Main, denn dort tagte die deutsche Nationalversammlung. Die Leitung wurde noch im Winter 1848/49 mit Geräten und Kabeln von Siemens & Halske gebaut. Dass die Nationalversammlung König Friedrich Wilhelm IV. von Preußen die Kaiserwürde antragen wollte, wusste dieser schon eine Stunde nach der Abstimmung, eine Woche, bevor die Kaiserdeputation in Berlin ankam.
Damit wurde Siemens & Halske auf einen Schlag bekannt und weitere Aufträge zum Bau von Telegraphenverbindungen in Preußen und den deutschen Staaten folgten. Siemens versuchte früh auch auf außerdeutschen Märkten Fuß zu fassen, zumal er mit der preußischen Telegraphenverwaltung bald in Streit geriet und von dieser über viele Jahre keine Aufträge mehr erhielt. Er betraute seinen Bruder Wilhelm mit der Leitung einer ersten Auslandsniederlassung in London. Auch in Russland bemühte er sich um Aufträge. Ein erster Erfolg war 1852 der Auftrag zur Errichtung von Telegraphenverbindungen von Warschau nach St. Petersburg und von St. Petersburg nach Moskau. 1853 schickte Siemens seinen Bruder Carl nach St. Petersburg, um den Bau zu überwachen. Dabei bewährte sich Carl schnell als fähiger Unternehmer und weitere Aufträge für das russische Telegraphennetz folgten. 1855 wurde das russische Geschäft unter Leitung Carls in eine Zweigniederlassung umgewandelt und etablierte sich als wichtige Stütze von Siemens & Halske. Aufträge kamen auch aus England, wo eine eigene Kabelfabrik errichtet wurde.
Es gab auch Rückschläge, beispielsweise scheiterte 1864 die Verlegung eines Seekabels durch das Mittelmeer von Cartagena (Spanien) nach Oran (heute Algerien, damals französische Kolonie), was dem Unternehmen empfindliche Verluste bescherte. Halske, der risikoreiche Unternehmungen hasste, verlangte, sich von der verlustreichen Niederlassung in London zu trennen. Siemens wollte den Bruder nicht im Stich lassen, gliederte die Londoner Niederlassung aus Siemens & Halske aus und gründete 1865 mit Wilhelm und Carl in London die Siemens Brothers & Co. Aber die Meinungsverschiedenheiten zwischen Halske und den Siemens-Brüdern blieben bestehen und führten Ende 1867 nach zwanzig Jahren zum Rückzug von Halske aus der Firma. Die Brüder Wilhelm und Carl wurden nach dem Ausscheiden Halskes die einzigen Teilhaber ihres Bruders Werner: Siemens & Halske wurde zum Familienunternehmen der Siemens-Brüder. Werner und Carl hatten außerdem, auf Vorschlag ihres mit dem Bau der Telegraphenleitungen im Kaukasus beschäftigten Bruders Walter 1864 auch ein Kupferbergwerk in Kedabeg im russischen Gouvernement Elisabethpol (heute Aserbaidschan) gekauft, das – unter Überwindung mancher Schwierigkeiten – als von der Firma getrenntes „Privatgeschäft“ unter Leitung der Brüder Walter und Otto betrieben wurde.

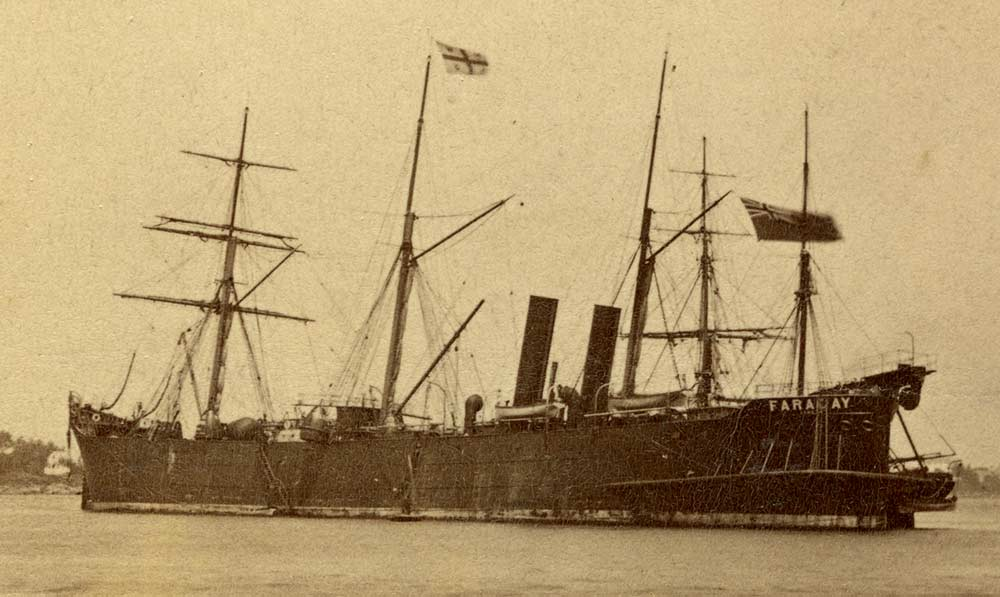
Die Faraday, Kabelleger von Siemens Brothers & Co. 1874

1870 ging nach dreijähriger Bauzeit die Indo-Europäische Telegraphenlinie von London über Teheran nach Kalkutta mit einer Länge von über 11.000 Kilometern in Betrieb. Weitere Meilensteine in der Entwicklung des Unternehmens waren u. a.
- 1874 die zweite transatlantische Telegraphenleitung, verlegt vom eigenen Kabelleger, der Faraday[8]
- 1879 die erste elektrische Lokomotive und die erste elektrische Straßenbeleuchtung (in Berlin)
- 1880 der erste elektrische Aufzug (in Mannheim)[9]
- 1881 die erste elektrische Straßenbahn (in Groß-Lichterfelde, heute Berlin-Lichterfelde)[10]
- 1882 der erste Oberleitungsbus der Welt (nur als erfolgreicher Versuch, kein Dauerbetrieb).

### Politisches und soziales Engagement
Siemens unterstützte die Deutsche Revolution 1848/49. Im Jahr 1860 wurde er Mitglied des liberalen Deutschen Nationalvereins, war 1861 Mitbegründer der Deutschen Fortschrittspartei (DFP) und wurde bei den Wahlen vom 6. Mai 1862 von den Wahlmännern der Kreise Lennep und Solingen (Wahlbezirk Düsseldorf I) in das Preußische Abgeordnetenhaus gewählt, dem er bis 1866 angehörte. Im Preußischen Verfassungskonflikt stimmte er für die Indemnitätsvorlage Otto von Bismarcks.
Siemens machte sich schon früh Gedanken um das Schicksal seiner Mitarbeiter. Die normale Entlohnung erschien ihm nicht ausreichend: „Mir würde das Geld wie glühendes Eisen in der Hand brennen, wenn ich den treuen Gehilfen nicht den erwarteten Anteil gäbe“. Neben altruistischen Motiven veranlassten ihn auch firmentaktische Beweggründe zur Beteiligung der Mitarbeiter am Erfolg des Unternehmens, wie er in einem Brief an seinen Bruder Carl schrieb: „Es wäre auch nicht klug von uns, sie leer ausgehen zu lassen im Augenblicke großer neuer Unternehmungen.“
Leitende Mitarbeiter hatten schon seit Mitte der 1850er-Jahre Verträge, die ihnen erfolgsabhängige Tantiemen zusicherten, rangniedrigere Mitarbeiter bekamen – nicht vertraglich festgelegte – Prämien. Ab Mitte der 1860er-Jahre zahlte Siemens & Halske eine so genannte Inventurprämie an alle Arbeiter und Angestellten, eine frühe Form des Leistungsanreizes und ein Vorläufer der heutigen Erfolgsbeteiligung. Dies alles waren Maßnahmen, um qualifizierte Mitarbeiter an Siemens & Halske zu binden und einen festen Arbeiterstamm zu bilden.
1872 gründete Siemens die Pensions-, Witwen- und Waisenkasse, an der sich auch Halske, der dem Unternehmen schon nicht mehr angehörte, beteiligte. Eine weitere sozialpolitische Maßnahme war die 1873 erfolgte Einführung einer täglichen Arbeitszeit von neun Stunden, was bei der damaligen Sechstagewoche einer Wochenarbeitszeit von 54 Stunden entsprach. Üblich waren zu der Zeit noch 72 Wochenstunden.
Nach der Reichsgründung 1871 wurde kontrovers über einen einheitlichen Patentschutz im Deutschen Reich diskutiert. Patente wurden im Königreich Preußen nach Ermessen der Beamten höchstens auf drei Jahre erteilt und mussten in jedem Staat des Deutschen Zollvereins einzeln beantragt werden. Bereits 1864 hatten der preußische Handelsminister und in der Folge zahlreiche Handelskammern sogar die Abschaffung dieser Patente gefordert, weil sie „schädlich für den allgemeinen Wohlstand“ seien. Dies hatte Werner Siemens dazu bewogen, 1863 an die Berliner Handelskammer ein Gutachten zu richten, das „die Notwendigkeit und Nützlichkeit eines Patentgesetzes zur Hebung der Industrie“ sowie die Grundzüge für ein solches darlegte. Infolgedessen wurde von der Abschaffung Abstand genommen. Um die Sache weiter voranzubringen, rief er einen Patentschutzverein ins Leben, der unter seinem Vorsitz den Entwurf für ein deutsches Patentgesetz ausarbeitete. Doch erst als er sich nach der Reichsgründung persönlich an Reichskanzler v. Bismarck wandte, leitete dieser ein Gesetzgebungsverfahren ein. Siemens hatte darauf hingewiesen, dass deutsche Produkte bisher in aller Welt als „billig und schlecht“ galten und deutsche Erfinder ihre Patente ins Ausland nahmen und dort produzieren ließen. Deswegen diene ein Patentgesetz auch dazu, die deutsche Industrie zu stärken und ihr mehr Ansehen in der Welt zu verschaffen. Am 25. Mai 1877 trat das Deutsche Patentgesetz in Kraft. Der Entwurf war nur leicht modifiziert vom Reichstag angenommen worden. Seine Grundzüge gelten bis heute.
Mit Heinrich von Stephan gründete er 1879 den Elektrotechnischen Verein, anlässlich dessen Namensgebung er das Wort „Elektrotechnik“ prägte. Als dessen erster Vorsitzender setzte er sich für die Errichtung von Lehrstühlen der Elektrotechnik an Technischen Hochschulen im ganzen Deutschen Reich ein.
1879 kaufte Werner Siemens das zweite jemals gefundene Fossil des Archaeopteryx von dem Solnhofener Apotheker Ernst Häberlein für 20.000 Mark und verhinderte so, dass auch das zweite Fossil ins Ausland verkauft wurde. Er überließ den Urvogel der Universität Berlin als Dauerleihgabe, so dass diese das Fossil zwei Jahre später in zwei Raten zum ursprünglichen Preis von Siemens erwerben konnte.
1885 ermöglichte Siemens die Gründung der seit längerem von Wissenschaftlern geplanten Physikalisch-Technischen Reichsanstalt, indem er neben dem Charlottenburger Polytechnikum ein Areal hierfür erwarb und stiftete. Im dortigen Werner-von-Siemens-Bau sowie dem nach dem Gründungspräsidenten benannten Hermann-von-Helmholtz-Bau unterhält die Physikalisch-Technische Bundesanstalt bis heute einen ihrer Standorte.

## Ehrungen
1860 wurde Werner Siemens von der Universität Berlin die Würde eines Ehrendoktors von der philosophischen Fakultät verliehen. Auf der Weltausstellung in Paris 1867, wo Siemens seinen nach dem dynamoelektrischen Prinzip arbeitenden Generator ausstellte, wurde er zum Ritter der Ehrenlegion ernannt. In Anerkennung seiner Leistungen wurde Werner Siemens 1874 als Mitglied in die Preußische Akademie der Wissenschaften aufgenommen, in der er regelmäßig Vorträge zu allgemein naturwissenschaftlichen Themen hielt und publizierte. Im selben Jahr ehrte ihn der Verein Deutscher Ingenieure (VDI) für seine Verdienste mit der Ehrenmitgliedschaft. Er war Mitglied des Ältestenkollegiums der Berliner Kaufmannschaft, eine Ernennung zum Kommerzienrat lehnte er jedoch ab, da er sich „mehr als Gelehrten und Techniker wie als Kaufmann betrachtete und fühlte“. 1880 wurde er (als nicht ständiges Mitglied des Patentamtes) zum Geheimen Regierungsrat ernannt und am 18. Januar 1886 wurde ihm der Orden Pour le Mérite für Kunst und Wissenschaften verliehen. Außerdem war er Mitglied der Berliner Gesellschaft für Anthropologie, Ethnologie und Urgeschichte. Im Jahr 1887 wurde er zum Mitglied der Leopoldina gewählt.
In Anerkennung seiner Verdienste um Wissenschaft und Gesellschaft wurde Siemens durch Kaiser Friedrich III. am 5. Mai 1888 in den Adelsstand erhoben (Nobilitierung). Die SI-Einheit des elektrischen Leitwerts ist nach ihm benannt. Zu seinen Lebzeiten wurde jedoch ein bestimmter elektrischer Widerstand als „ein Siemens“ oder „Siemens-Einheit“ (SE) bezeichnet, nämlich der Widerstand einer Quecksilbersäule bestimmter Abmessungen bei 0 °C; dieses Widerstands-Normal hatte Siemens entwickelt. 1 SE = 0,944 Ohm.
Auch eine Pflanzengattung Siemensia Urb. aus der Familie der Rötegewächse (Rubiaceae) ist nach ihm benannt.

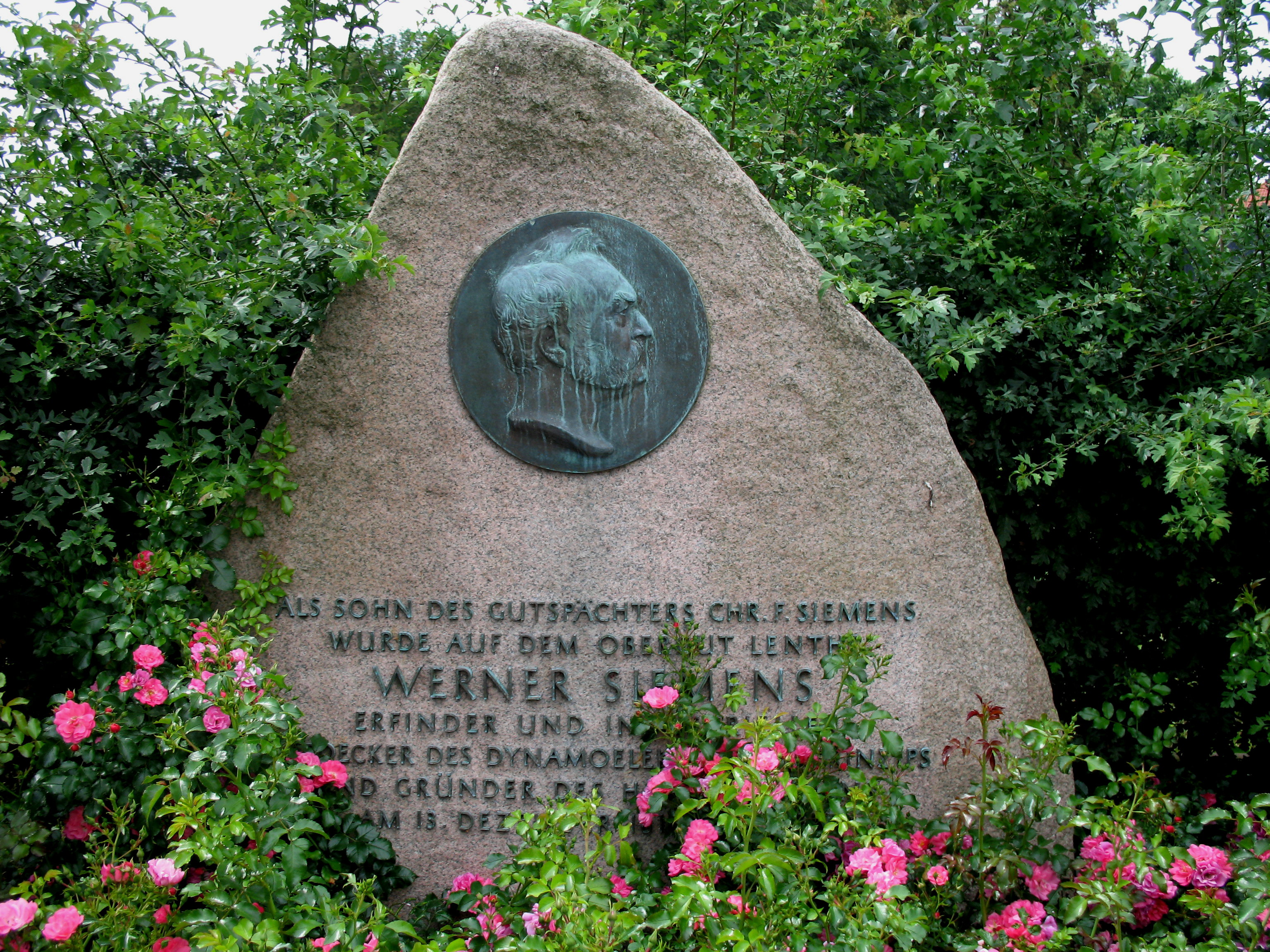
Gedenkstein in seinem Geburtsort Lenthe bei Hannover

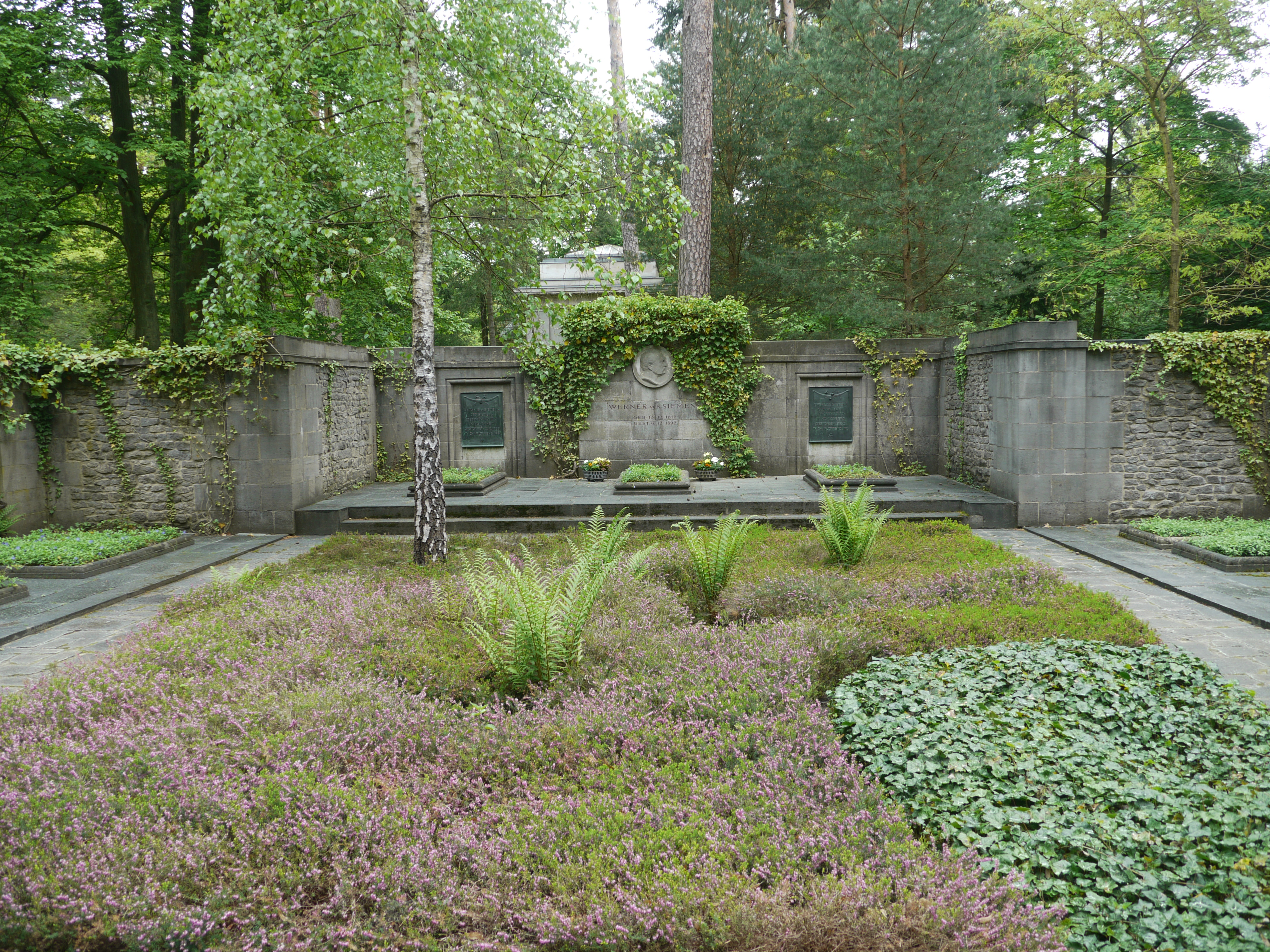
Familiengrabstätte der Familie von Siemens auf dem Südwestkirchhof

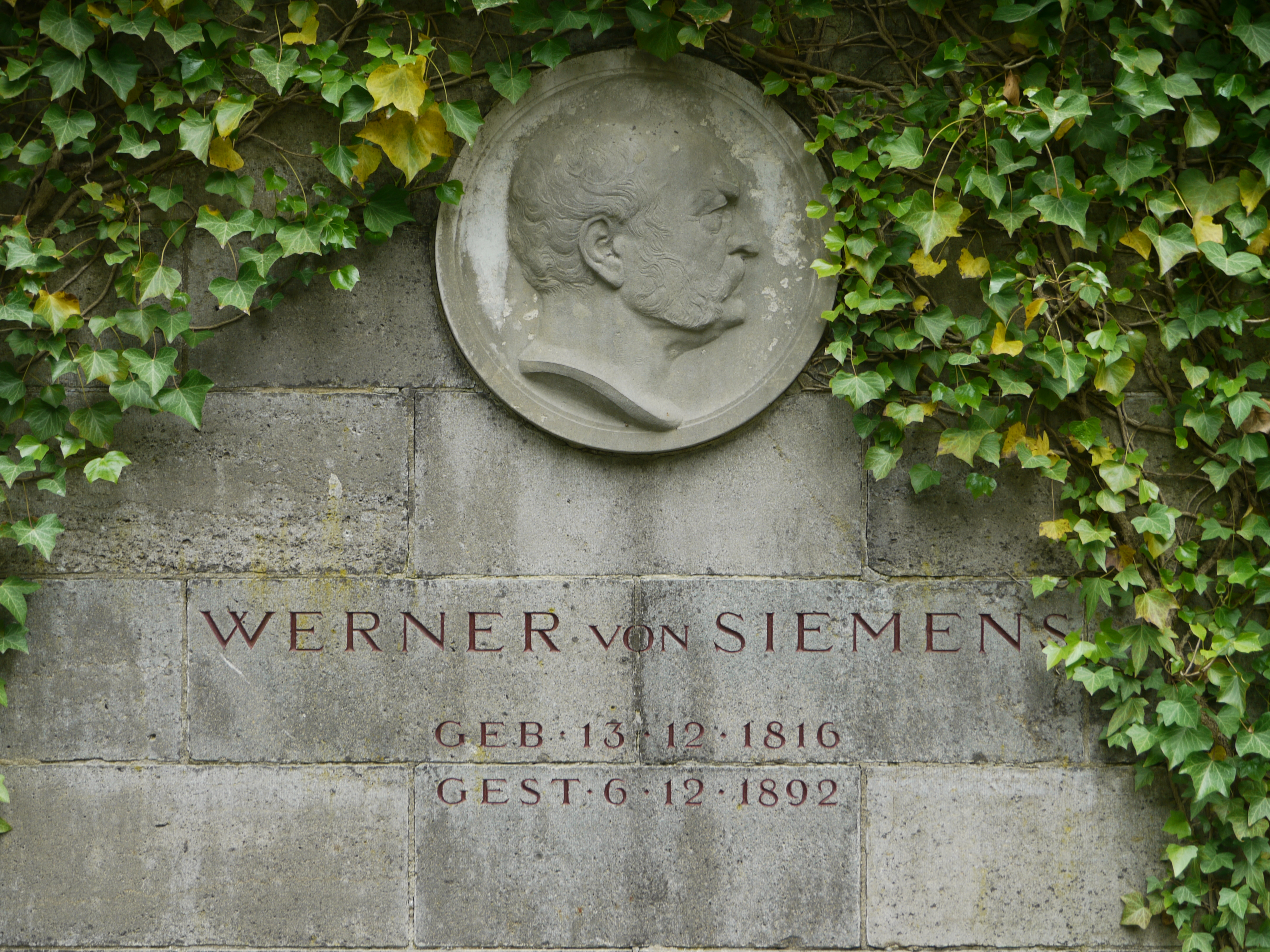
Grab von Werner von Siemens

### Denkmäler und Büsten
- 1892: Marmorbüste von Adolf von Hildebrand, Siemensvilla in Berlin-Lankwitz, auch in Bronze durch die Bildgießerei Noack in Berlin ausgeführt
- 1893: Büste von H. Schenkam, Institut für Chemie und Elektrotechnik der Technischen Hochschule Stuttgart
- 1893: Gipsbüste (Modell) von Ludwig Brunow zur Gedächtnisfeier in der Philharmonie Berlin (verschollen)
- 1893: Bronzebüste von Ludwig Brunow für die Weltausstellung Chicago, erworben von einem Sohn Siemens’, heute im Foyer der Siemens-Unternehmensverwaltung Berlin, Nonnendammallee
- 1896: Kopfskulptur am Gewölbe der Oberbaumbrücke in Berlin von Johannes Boese
- 1896: Büste an der Fassade der alten Urania in Berlin, später in Lankwitz (verschollen)
- 1898: Bronzedenkmal auf der Potsdamer Brücke, Berlin, von Julius Moser (eingeschmolzen)
- 1898: Gedenkstein in seinem Geburtsort Lenthe
- 1899: Bronzerelief im Siemens-Archiv von Adolf von Hildebrand
- 1899: Marmorrelief für Gedenkstätte im Park der Siemens-Villa Lichterfelde (zerstört)
- 1899: Bronzedenkmal vor dem Hauptgebäude der TU Berlin in Charlottenburg von Wilhelm Wandschneider (2006 restauriert und an der Straße des 17. Juni neu aufgestellt)
- 1904: Gedenkplatte des Elektrotechnischen Vereins Berlin mit den Medaillons der beiden Gründer Siemens und Stephan
- 1906: Marmorrelief im Ehrensaal des Deutschen Museums in München von Adolf von Hildebrand
- Relief im U-Bahnhof Berlin-Klosterstraße von A. Vogel
- 1914: Relief am Haus des Vereins Deutscher Ingenieure in Berlin von Hugo Lederer
- 1914: Marmorrelief am Haus der Maschinenbauschulen in Magdeburg nach Adolf von Hildebrand
- 1916: Goldrelief auf der Kassette des Rings der Werner-von-Siemens-Ring-Stiftung
- 1922: Marmorrelief auf der Grabstätte Siemens Südwestkirchhof Stahnsdorf nach Adolf von Hildebrand
- 1929: Marmorbüste (Kopie) im Ehrenraum der Elektrotechnik im Deutschen Museum München von Josef Wackerle

(Angaben aus: Siemens-Mitteilungen Nr. 145, 12. Oktober 1933)
- Marmorbüste im Magnushaus
- Adolf von Hildebrand: Bildnisbüste, Bronze auf Marmorsockel,[21]
- Porzellanfabrik Hermsdorf: Büste[22]
- Wilhelm Wandschneider: Denkmal[23]

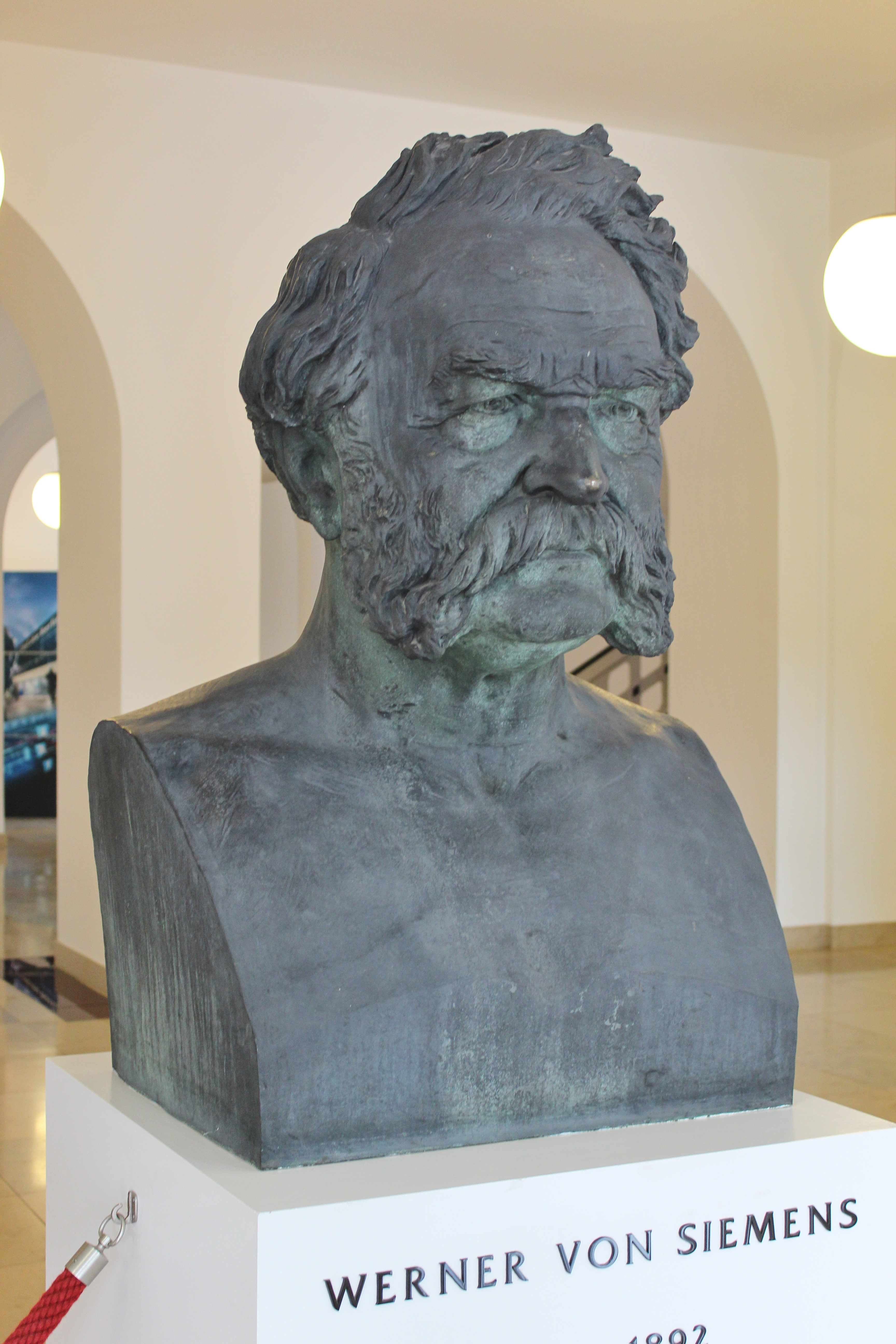
Kolossalbüste von Ludwig Brunow, 1893
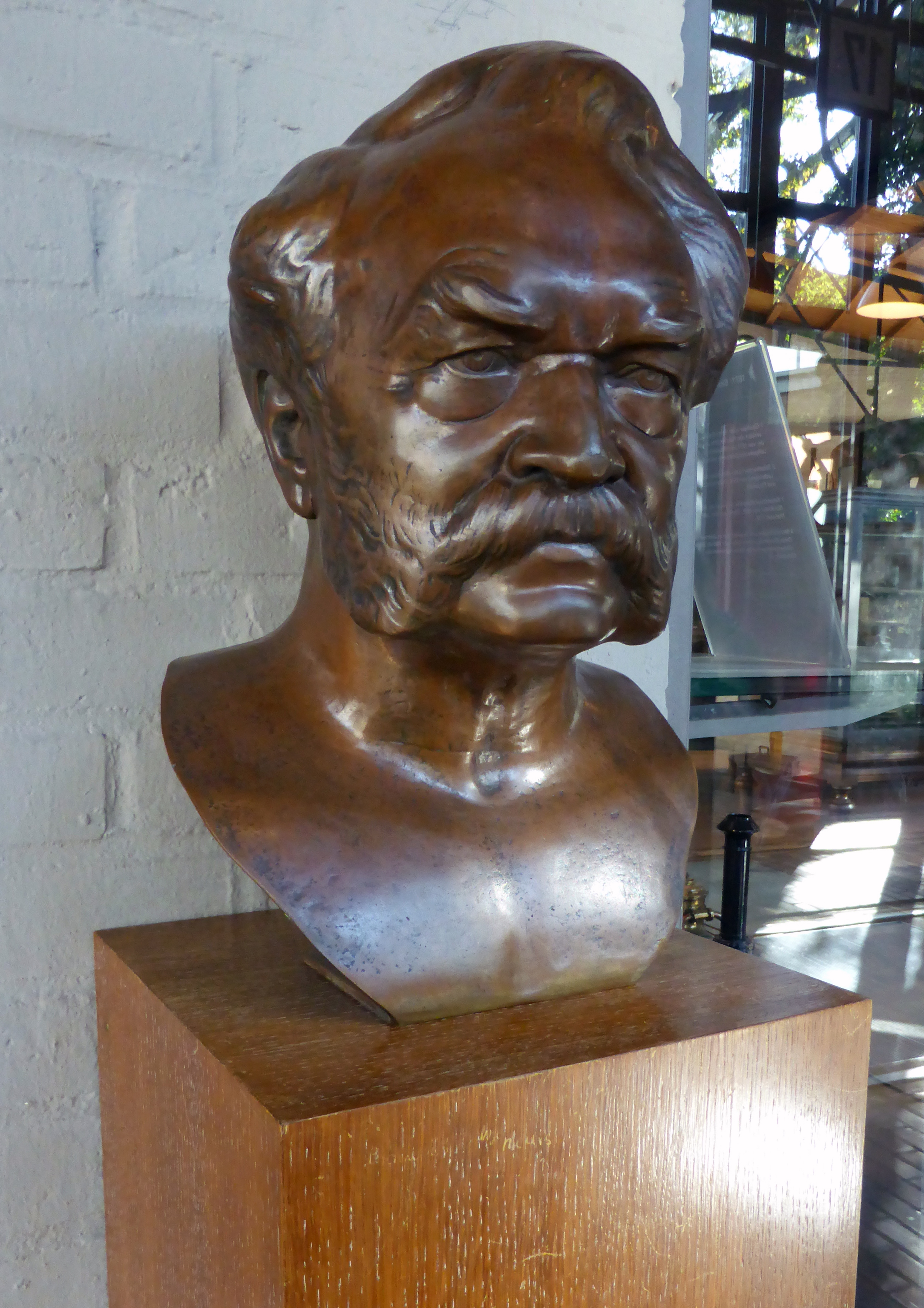
Büste von Adolf von Hildebrand, 1898. Abguss im Deutschen Technikmuseum Berlin
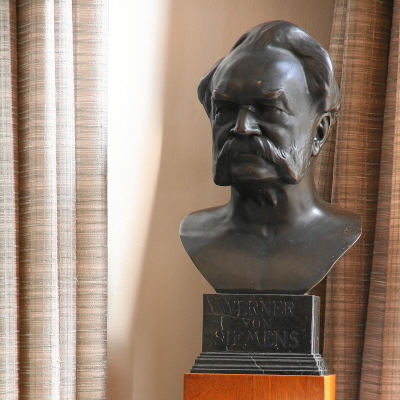
Von Adolf von Hildebrand modellierte Büste im Goslarer Siemenshaus
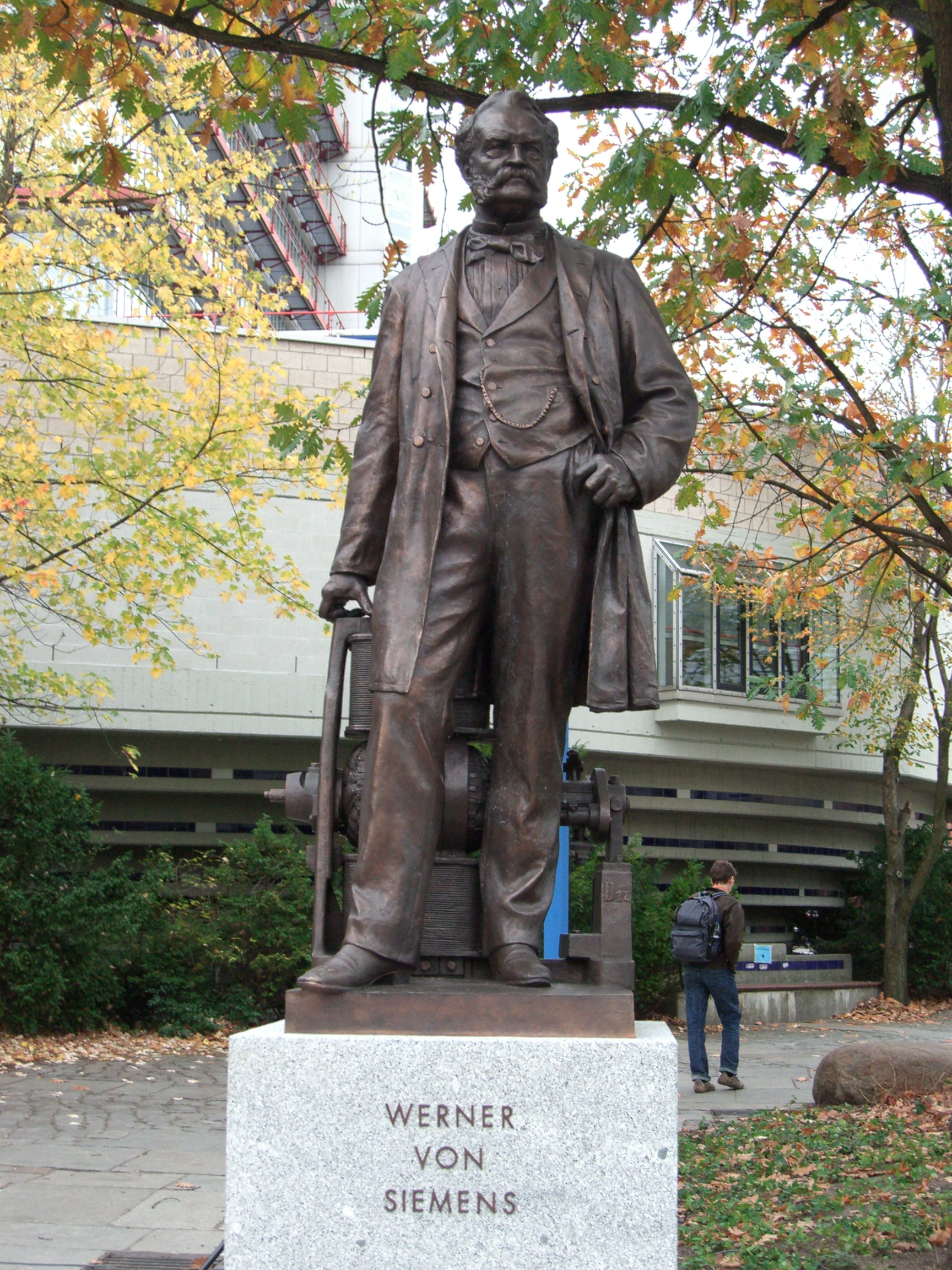
Bronzedenkmal in Berlin-Charlottenburg, 1899
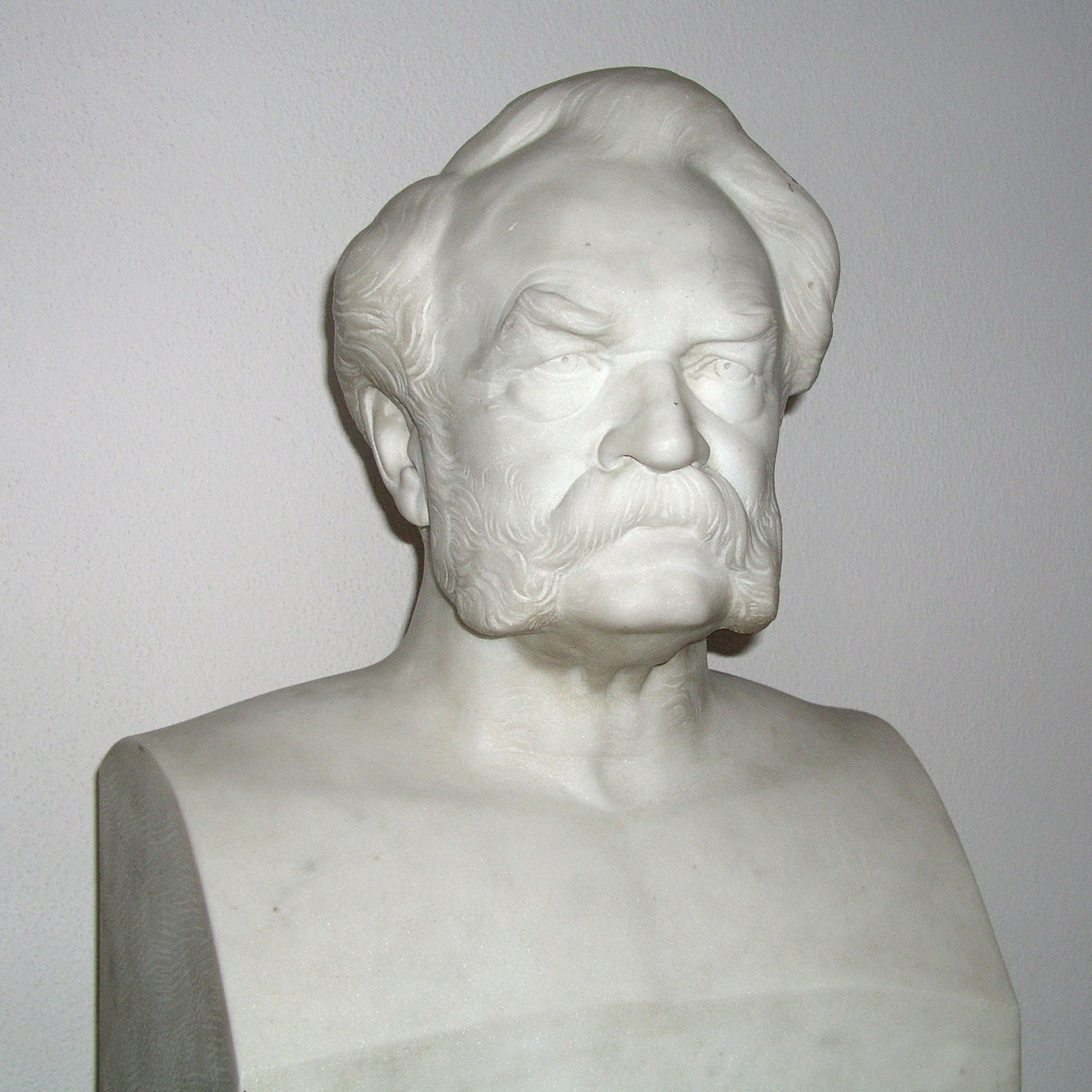
Marmorbüste im Magnushaus

### Briefmarken

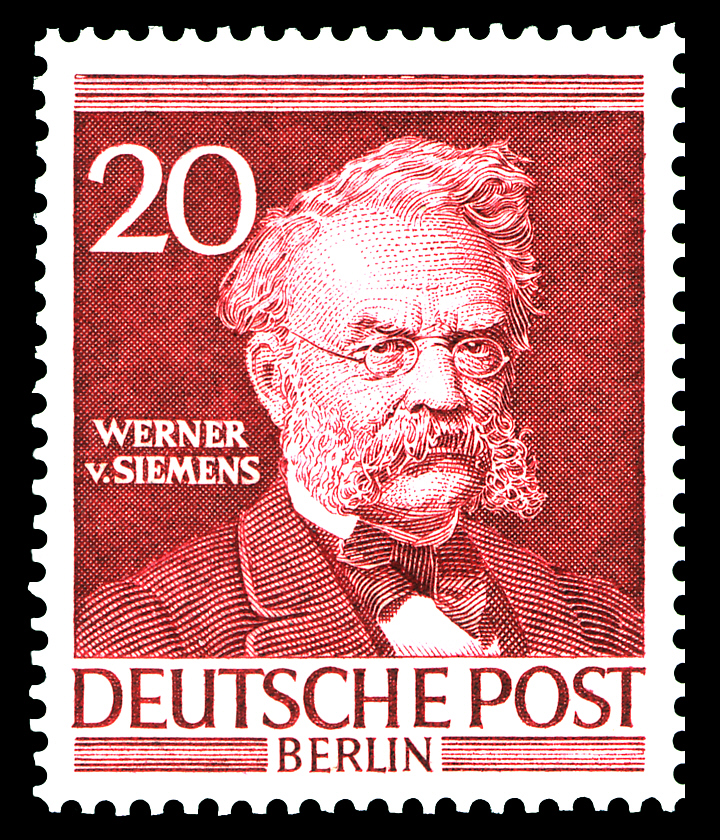
Briefmarke (1952) der Serie Männer aus der Geschichte Berlins
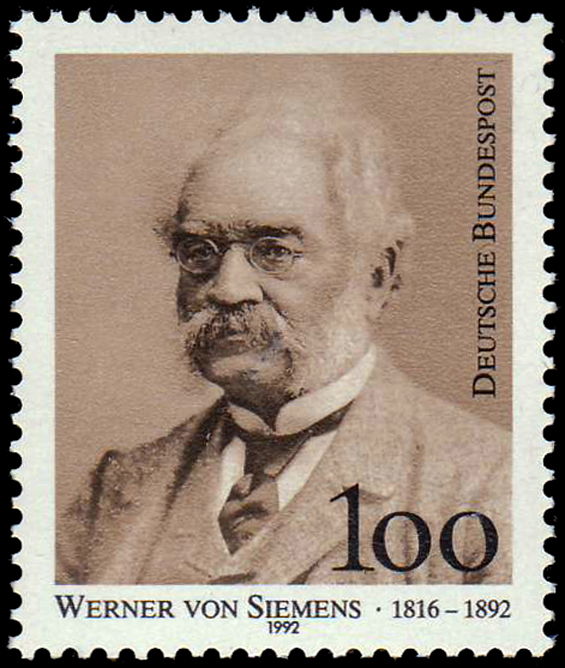
Briefmarke (1992) zum 100. Todestag

### Banknoten

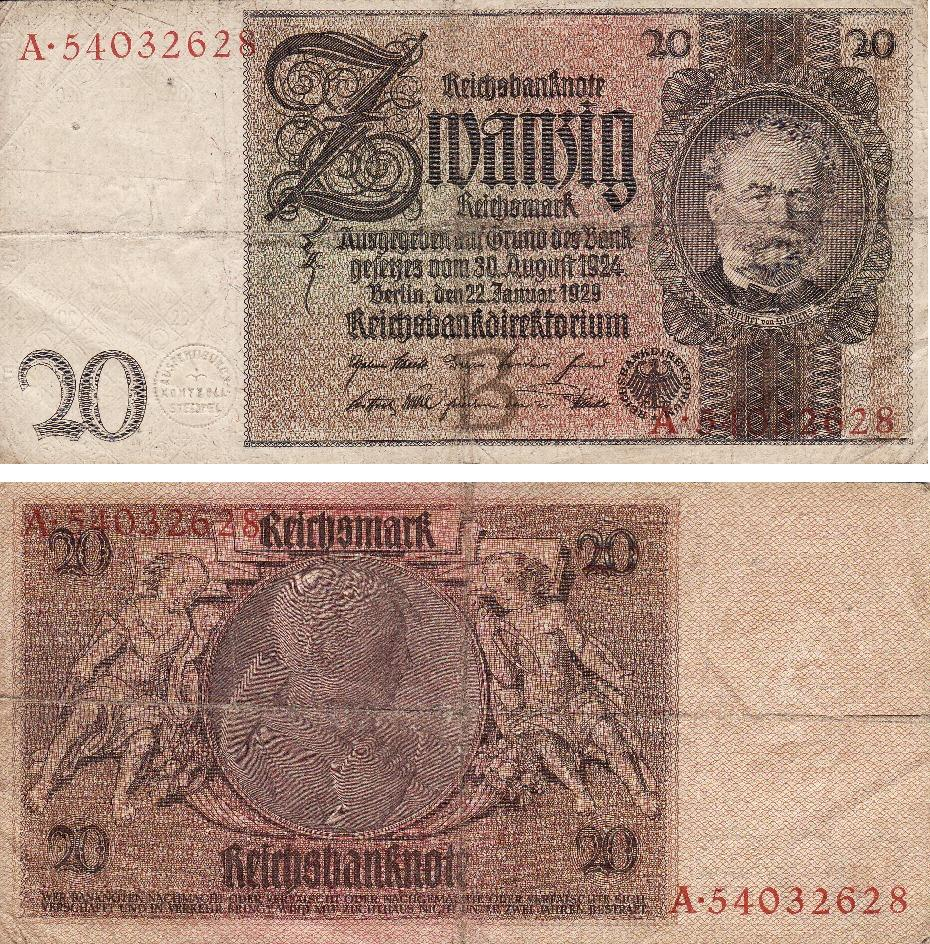
20 Reichsmark (1929)

### Zitate
- „Gewiß habe ich auch nach Gewinn und Reichtum gestrebt, doch wesentlich nicht, um sie zu genießen, als um die Mittel zur Ausführung anderer Pläne und Unternehmungen zu gewinnen und um durch den Erfolg die Anerkennung für die Richtigkeit meiner Handlungen und die Nützlichkeit meiner Arbeiten zu erhalten. So habe ich für die Gründung eines Weltgeschäfts à la Fugger von Jugend an geschwärmt, welches nicht nur mir, sondern auch meinen Nachkommen Macht und Ansehen in der Welt gäbe und die Mittel, auch meine Geschwister und nähere Angehörige in höhere Lebensregionen zu erheben … Ich sehe im Geschäft erst in zweiter Linie ein Geldwertobjekt, es ist für mich mehr ein Reich, welches ich gegründet habe und welches ich meinen Nachkommen ungeschmälert überlassen möchte, um in ihm weiter zu schaffen.“ (Brief an seinen Bruder Carl, 25. Dezember 1887).[24]
- „Es war mir schon früh klargeworden, daß eine befriedigende Weiterentwicklung der stetig wachsenden Firma nur herbeizuführen sei, wenn ein freudiges, selbsttätiges Zusammenwirken aller Mitarbeiter zur Förderung ihrer Interessen erwirkt werden könnte. Um dieses zu erzielen, schien es mir erforderlich, alle Angehörigen der Firma nach Maßgabe ihrer Leistungen am Gewinne zu beteiligen.“ (Lebenserinnerungen, S. 283).[25]
- „Mir würde das verdiente Geld wie glühendes Eisen in der Hand brennen, wenn ich treuen Gehilfen nicht den erwarteten Anteil gäbe.“ (An Carl, 16. Juni 1868).[24]
- „Es ist allerdings recht schwer, die einfache Regel zu befolgen, zuerst Fehler bei sich selbst zu suchen – dieser unerlässlichen telegrafischen Grundregel –, doch mit der Zeit bringt man es doch einigermaßen dahin, wenn man es bei jeder Gelegenheit einschärft und die Rechthaberei als ein Kapitalverbrechen verpönt!“ (Werner Siemens an seinen Bruder Wilhelm. Berlin, 4. Dezember 1866).[24]
- „Die Verhütung von Unfällen ist nicht eine Frage gesetzlicher Vorschriften, sondern unternehmerischer Verantwortung und zudem ein Gebot wirtschaftlicher Vernunft.“ (1880)

Siehe auch Werner von Siemens auf Wikiquote

## Schriften
- Kurze Darstellung der an den preussischen Telegraphen-Linien mit unterirdischen Leitungen gemachten Erfahrungen. Julius Springer, 1851.
- Die electrische Telegraphie. Lüderitz, Berlin 1866. (Digitalisat und Volltext im Deutschen Textarchiv).
- Positive Vorschläge zu einem Patentgesetz. Bittkow, Berlin 1869.
- Gesammelte Abhandlungen und Vorträge. Springer, Berlin 1881, (urn:nbn:de:kobv:b4-200905195716)
- Wissenschaftliche und technische Arbeiten. Band I, Julius Springer, Berlin 1882, 2. Auflage, 1889, (Digitalisat)
- Das naturwissenschaftliche Zeitalter. Vortrag, gehalten in der 59. Versammlung Deutscher Naturforscher und Aerzte am 18. September 1886. Carl Heymann, Berlin 1886, (Digitalisat)
- Wissenschaftliche und technische Arbeiten. Band II, Julius Springer, Berlin 1889, 2. Auflage, 1891, (Digitalisat)

### Beiträge für die Königlich Preussische Akademie der Wissenschaften
- Monatsbericht der Königlich Preussischen Akademie der Wissenschaften zu Berlin. ZDB-ID 206302-5
  - Beiträge zur Theorie der Legung und Untersuchung submariner Telegraphenleitungen. In:  Aus dem Jahre 1874, Berlin 1875, S. 795–825, (urn:nbn:de:bvb:12-bsb11181161-5) [841]
- Mathematische und naturwissenschaftliche Mittheilungen aus den Sitzungsberichten der Königlich Preussischen Akademie der Wissenschaften zu Berlin. ZDB-ID 311147-7
  - Ueber die Zulässigkeit der Annahme eines electrischen Sonnenpotentials und dessen Bedeutung zur Erklärung terrestrischer Phänomene. In: Band 1883, Berlin 1883, S. 351–372, (Digitalisat)
  - Beiträge zur Theorie des Magnetismus. In: Band 1884, Berlin 1884, S. 505–524, (Digitalisat)
- Sitzungsberichte der Königlich Preussischen Akademie der Wissenschaften zu Berlin. ZDB-ID 211663-7
  - Über die Erhaltung der Kraft im Luftmeere der Erde. In: Jg. 1886 (erster Halbband), Berlin 1886, S. 261–275, (Digitalisat)
  - Über das allgemeine Windsystem der Erde. In: Jg. 1890 (zweiter Halbband), Berlin 1890, S. 629–638, (Digitalisat)

### Beiträge in der Elektrotechnischen Zeitschrift
- Die Elektrizität im Dienste des Lebens. 1. Jg., 1. Heft, 1880, S. 16–23, (Digitalisat)
- Ueber die dynamoelektrische Maschine und deren Verwendung zum Betrieb von elektrischen Eisenbahnen. 1. Jg., 2. Heft, 1880, S. 47–55, (Digitalisat)
- Ueber elektreotechnische Hülfsmittel gegen schlagende Wetter in Bergwerken.  1. Jg., 6. Heft, 1880, S. 191–197, (Digitalisat)

### Biografie
- Siemens, Werner von: Lebenserinnerungen bei Zeno.org.
- Aus einem reichen Leben. Werner von Siemens an seine Familie und an seine Freunde. Deutsche Verlags-Anstalt, Stuttgart 1954.